# Климентиновка
Климентиновка (укр. Климентинівка) — село в Менском районе Черниговской области Украины. Население 192 человека. Занимает площадь 0,8 км².
Код КОАТУУ: 7423085503. Почтовый индекс: 15620. Телефонный код: +380 4644.

## Власть
Орган местного самоуправления — Лениновский сельский совет. Почтовый адрес: 15620, Черниговская обл., Менский р-н, с. Сахновка, ул. Шевченко, 5.